# Honda
Honda Motor Co., Ltd. (яп. 本田技研工業株式会社 хонда гикэн ко:гё кабусики гайся) — японская транснациональная корпорация, основанная в 1948 году изобретателем и предпринимателем Соитиро Хондой и финансистом Такэо Фудзисавой, производитель автомобилей и мотоциклов. Honda является крупнейшим производителем мотоциклов в мире с 1959 года, достигнув 400 миллионов произведённых мотоциклов к концу 2019, а также крупнейший в мире производитель двигателей внутреннего сгорания, производящий более 14 миллионов двигателей внутреннего сгорания ежегодно. В 2001 году Honda стала вторым по величине японским производителем автомобилей. В 2015 году Honda была восьмым по величине производителем автомобилей в мире.
В списке крупнейших публичных компаний мира Forbes Global 2000 за 2022 год Honda заняла 103-е место, а в списке Fortune Global 500 — 61-е место.
Honda была первым японским производителем автомобилей, выпустившим в 1986 году специальный бренд — Acura. Помимо основного автомобильного и мотоциклетного бизнеса, Honda также производит садовое оборудование, лодочные двигатели, гидроциклы и генераторы, а также другую продукцию. С 1986 года Honda занимается исследованиями в области искусственного интеллекта и робототехники и в 2000 году выпустила своего робота ASIMO. Также имеет дочернюю компанию в аэрокосмической отрасли GE Honda Aero Engines, основанную в 2004 году. У Honda есть три совместных предприятия в Китае: Honda China, Dongfeng Honda и Guangqi Honda. Также в 2013 году Honda стала первым японским автопроизводителем, который стал нетто-экспортером из США, экспортировав 108 705 моделей Honda и Acura, а импортировав только 88 357.
Основные производственные мощности расположены в Японии, США, Индии и Бразилии, основные рынки сбыта — США и юго-восточная Азия. Девиз компании — «The Power of Dreams» («Сила воображения»).

## История
Основатель Honda Соитиро Хонда на протяжении всей своей жизни интересовался автомобилями. Он работал механиком в гараже Art Shokai, где настраивал машины и участвовал в гонках. В 1937 году при финансовой поддержке своего знакомого Като Соитиро Хонда основал Tōkai Seiki (Eastern Sea Precision Machine Company), чтобы производить поршневые кольца в мастерской Art Shokai. После первоначальных неудач Tōkai Seiki добилась контракта на поставку поршневых колец для Toyota, но потеряла контракт из-за низкого качества своей продукции. После посещения инженерной школы и посещения заводов по всей Японии, чтобы лучше понять процессы контроля качества Toyota, к 1941 году Соитиро Хонда построил новый завод и Tōkai Seiki смогла серийно производить поршневые кольца, подходящие под стандарты качества Toyota, используя автоматизированный процесс, в котором могли быть задействованы неквалифицированные рабочие военного времени.
Компания Tōkai Seiki была передана под контроль Министерства торговли и промышленности (после 1943 года называвшегося Министерством боеприпасов) в начале Второй мировой войны, а Соитиро Хонда был понижен в должности с президента до старшего управляющего директора после того, как Toyota приобрела 40 % акций компании. Хонда также помогал другим компаниям автоматизировать производство винтов для военных самолётов. Отношения, которые Хонда установил с персоналом Toyota, Nakajima Aircraft Company и Императорским флотом Японии, сыграли важную роль в послевоенный период. В 1944 году американский бомбардировщик B-29 разрушил завод Tōkai Seiki в Ямасите, а 13 января 1945 года в результате землетрясения в Микаве рухнул завод в Итаве. Соитиро Хонда продал оставшиеся после войны остатки компании Toyota за ¥450 тыс. и использовал вырученные средства для основания Технического исследовательского института Honda (Honda Technical Research Institute) в октябре 1946 года.
Со штатом из 12 человек, работающих в лачуге площадью 16 м², они строили и продавали импровизированные моторизованные велосипеды, используя поставку 500 двухтактных 50-кубовых двигателей Tohatsu от армейских бензогенераторов. Когда двигатели закончились, Хонда построил свою собственную копию двигателя Tohatsu и поставлял её клиентам для крепления к их велосипедам. Это был Honda A-Type, прозванный Bata Bata за звук, издаваемый двигателем. В 1949 году Институт технических исследований Honda был реорганизован в Honda Motor Co., Ltd. Примерно в то же время компания Honda наняла инженера Кихатиро Кавасиму и Такэо Фудзисаву, которые предоставили необходимые бизнес-знания, чтобы дополнить техническую специализацию Соитиро Хонда. Такэо Фудзисава обеспечил финансирование новой компании, а также занимался маркетинговой стратегией. Тесное партнерство между Соитиро Хонда и Фудзисавой продолжалось, пока они вместе не ушли в октябре 1973 года.
Первым мотоциклом полностью производства Honda был D-Type 1949 года, первый мотоцикл Honda под названием Dream. В 1950 году Хонде удалось разработать четырёхтактный двигатель с вдвое большей мощностью, чем были до этого, благодаря чему мотоциклы Honda быстро начали завоёвывать популярность. Также до конца 1950-х мотоциклы конструкции, разработанной Хондой, выиграли все наиболее престижные мотогонки в мире. К 1954 году они достигли 15-процентной доли рынка в Японии.
В 1958 году компания представила модель мотоцикла Super Cub, который был ориентирован в первую очередь на мелких предпринимателей, для которых заменил велосипед: он был недорогой, простой в управлении и безопасный. Спрос на новую модель был настолько велик, что был построен новый завод производительностью 30 тысяч мотоциклов в месяц. В 1959 году Honda стала ведущим японским производителем мотоциклов, объём продаж составил $55 млн, за год было продано 285 тысяч мотоциклов, из них 168 тысяч модели Super Cub. В том же 1959 году в США была основана дочерняя компания American Honda Motor Company, Inc., начавшей продажу японских мотоциклов, которые были значительно дешевле американских ($250 против $1000—$1500), но в то же время в два раза мощнее. Продажи в США выросли с $500 тысяч в 1960 году до $77 млн в 1965 году. Этому в значительной мере способствовала активная рекламная кампания (только в 1961 году на неё было потрачено $150 тысяч), призванная разрушить американский отрицательный стереотип мотоциклиста — байкера. Девизом данной рекламной кампании было: «You meet the nicest people on a Honda» («Замечательные люди ездят на Honda»), в её результате в 1964 году каждый второй проданный в США мотоцикл был производства Honda.
К 1967 году Honda стала крупнейшим производителем мотоциклов в мире и начала расширять ассортимент продукции. В 1963 году началось производство первых автомобилей Honda — пикапа Honda T360, который поступил в продажу в августе 1963 года. Оснащенный небольшим четырёхцилиндровым бензиновым двигателем объёмом 356 см3, он был отнесен к кей-карам. В октябре 1963 года началось производство спортивной машины Honda S500. В последующие годы были представлены другие модели легковых автомобилей и пикапов, однако они пользовались ограниченным спросом как в Японии, так и в США. Прорывом стала представленная в 1973 году Honda Civic; успеху этой экономной модели сильно поспособствовал нефтяной кризис 1973 года, под влиянием которого другие автопроизводители сокращали выпуск. В этом году, когда компания праздновала своё 25-летие, Соитиро Хонда покинул пост президента и с тех пор в делах компании почти не участвовал. Через три года продажи Honda Civic превысили 1 млн автомобилей, тогда же была представлена более дорогая модель Accord, также пользовавшаяся большим спросом, особенно в США. В 1982 году для производства этой модели был открыт завод в штате Огайо. В том же году продажи мотоциклов достигли 3,5 млн штук. Начиная с 1986 года Honda начала заниматься разработкой и производством роботов. Также в 1986 году было основано подразделение Acura, начавшее выпускать автомобили премиум-класса; это позволило Honda выйти к концу 1980-х в число крупнейших компаний по производству автомобилей. В 1991 году был представлен суперкар Honda NSX, первый полностью алюминиевый монокок, в котором был установлен двигатель V6 со средним расположением двигателя и системой изменения фаз газораспределения VTEC. С 1990 по 1992 год автомобили марки Acura были самыми продаваемыми в США, а Honda — третьей компанией по количеству проданных машин. В то же время в начале 1990-х авторынок США оказался насыщенным и начиная с 1993 года продажи автомобилей в США начали падать, что вынудило Honda к расширению географии своего присутствия: только в одном 1997 году были открыты заводы в Индии, Вьетнаме, Турции, Индонезии и Бразилии, а в 1992 году было основано совместное предприятие в Китае по производству мотоциклов, в 1998 году — ещё одно.
В 1990 году генерального директора Тадаси Кумэ сменил Нобухико Кавамото. Кавамото был избран вместо Сёитиро Иримадзири, который руководил успешным созданием компании Honda of America Manufacturing, Inc. в Мэрисвилле, штат Огайо. Иримадзири и Кавамото разделяли дружеское соперничество внутри Honda; из-за проблем со здоровьем Иримадзири ушел в отставку в 1992 году. После смерти Соитиро Хонды и ухода Иримадзири, Honda быстро опередила в разработке продуктов других японских автопроизводителей и была застигнута врасплох бумом грузовиков и внедорожников в 1990-х годах, что сказалось на рентабельности компании. В 1992 и 1993 годах японские СМИ сообщали, что Honda подвергалась серьёзному риску нежелательного и враждебного поглощения со стороны Mitsubishi Motors, которая в то время была более крупным автопроизводителем по объёму продаж и получала прибыль от своих успешных моделей Pajero и Diamante. Кавамото быстро отреагировал на изменение корпоративной культуры Honda, поспешно разработав ориентированную на рынок продукцию, которая привела к появлению транспортных средств для отдыха, таких как Odyssey первого поколения и CR-V, вдобавок переоринтировав компанию с производства многочисленных седанов и купе, которые были популярны у инженеров компании, но не у покупателей. Самое шокирующее изменение в Honda произошло, когда Кавамото завершил успешное участие компании в Формуле-1 после сезона 1992 года, сославшись на затраты в свете угрозы поглощения со стороны Mitsubishi, а также на желание создать более «экологичный» имидж компании.
В 2004 году в США была основана дочерняя компания Honda Aero. Её основным направлением работы стало производство реактивных двигателей, разработанных совместно с GE. Штаб-квартира и первый завод этой компании расположен в городе Берлингтон (Северная Каролина). В апреле 2016 года завод в Берлингтоне был существенно расширен и модернизирован. В 2006 году была основана дочерняя компания Honda Aircraft, которая занялась аэрокосмической отраслью. Компания представила Honda HA-420 HondaJet в 2012 году, первые поставки клиентам начались в 2015 году.
В декабре 2006 года была основана дочерняя компания Honda Soltec, которая занималась разработкой фотоэлектрических элементов. В 2008 году этой компании удалось разработать тонкоплёночные элементы CIGS на основе меди, индия, галлия и селена, которые были эффективней и дешевле в производстве, чем аналоги. Однако в последующие годы компания начала отставать от конкурентов и в конце 2013 года было принято решение о её ликвидации.
Землетрясение 11 марта 2011 года сильно повредило исследовательский центр Honda в префектуре Тотиги, на месяц была приостановлена работа всех заводов компании в Японии, общий ущерб, понесённый компанией, оценивался в ¥45,7 млрд ($500 млн). После землетрясения и цунами в Японии в марте 2011 года Honda объявила о планах сократить вдвое производство на своих заводах в Великобритании из-за снижения ввоза комплектующих из Японии.
В октябре 2019 года Honda создала совместное предприятие с Hitachi по производству автомобильных комплектующих.
В августе 2020 года Financial Times сообщила со ссылкой на свои источники, что в конце 2019 года советники премьер-министра Японии Синдзо Абэ предложили Honda объединиться с Nissan, чтобы улучшить позиции японского автопрома, находящегося под натиском производителей из других стран, в особенности из Китая. Однако, как сообщается, обе компании отклонили это предложение ещё до того, как разразилась эпидемия COVID-19.
В сентябре 2020 года стало известно, что Honda и General Motors объявили о создании альянса.
В конце 2020 года, следуя заранее озвученной стратегии, Honda объявила об уходе с российского авторынка. Поставки новых автомобилей российским дилерам были прекращены в течение 2022 года.
В 2021 году Honda закрыла свои заводы в Суиндоне (Великобритания) и Коджаэли (Турция). В 2024 году Honda объявила о создании суббренда Ye для выпуска электромобилей для китайского рынка; начало продаж ожидается в 2027 году.

## Деятельность
Штаб-квартира Honda находится в Минато, Токио, Япония.
Подразделения по состоянию на 2021/22 финансовый год:
- Мотоциклы — производство мотоциклов, а также квадроциклов и подобных транспортных средств; 17 млн штук в год (включая продукцию совместных предприятий), из них 14,6 млн на азиатский рынок, 15 % выручки;
- Автомобили — производство легковых автомобилей марок Accord, City, Civic, Fit/Jazz, лёгких грузовиков Breeze, CR-V, Freed, Odyssey, Pilot, Acura RDX, Vezel/HR-V, XR-V, микроавтобусов N-Box; 4,1 млн автомобилей, из них 2 млн в Азии, 1,3 млн в Северной Америке; 63 % выручки;
- Финансовые услуги — кредитование дилеров и покупателей, в основном в Северной Америке; 19 % выручки;
- Прочая деятельность — производство различного оборудования (двигатели, лодочные моторы, генераторы, насосы, газонокосилки, культиваторы и др.), а также самолётов HondaJet; 3 % выручки.

Географическое распределение выручки:
- Япония — 13 %
- Северная Америка — 52 %
- Азия — 25 %
- Европа — 4 %
- другие регионы — 5 %.

Американская Honda Motor Company базируется в Торрансе, Калифорния. Honda Racing Corporation (HRC) — дочерняя структура Honda, занимающаяся мотоциклетным спортом. Штаб-квартира канадской Honda Inc. находится в Маркэме, Онтарио, а производство Honda в Канаде расположено в Аллистоне, Онтарио. Honda также создала совместные предприятия в ряде стран, такие как Honda Siel Cars и Hero Honda Motorcycles в Индии, Honda China, Dongfeng Honda и Guangqi Honda в Китае, Boon Siew Honda в Малайзии и Honda Atlas в Пакистане. Компания также реализует инициативу бизнес-инноваций под названием Honda Xcelerator, чтобы наладить отношения с изобретателями, сотрудничать со стартапами и предпринимателями Кремниевой долины и помочь другим компаниям в работе над прототипами. По состоянию на январь 2019 года Honda Xcelerator работал с 40 компаниями. Xcelerator и студия разработчиков являются частью группы Honda Innovations, созданной весной 2017 года и базирующейся в Маунтин-Вью, Калифорния.
Производственные мощности Honda находятся в следующих странах:
- Япония — 4 завода, 15 тысяч сотрудников;
- США — 3 завода в штате Огайо, 2 в Северной Каролине (оба занимаются авиастроением), по одному в Индиане и Алабаме, 17 тысяч сотрудников;
- Канада — 1 завод, 4200 сотрудников;
- Мексика — 2 завода, 6300 сотрудников;
- Индия — 4 заводов, 10 тысяч сотрудников;
- Индонезия — 1 завод, 7500 сотрудников[32];
- Малайзия — 1 завод, 2600 сотрудников;
- Филиппины — 1 завод, 1300 сотрудников;
- Таиланд — 3 завода, 7500 сотрудников;
- Вьетнам — 2 завода, 4500 сотрудников;
- Аргентина — 1 завод, 1200 сотрудников;
- Бразилия — 2 завода, 10 тысяч сотрудников.

|                               | 2000…  | 2005…  | 2010  | 2011  | 2012  | 2013  | 2014  | 2015  | 2016  | 2017  | 2018  | 2019  | 2020  | 2021  | 2022  |
| ----------------------------- | ------ | ------ | ----- | ----- | ----- | ----- | ----- | ----- | ----- | ----- | ----- | ----- | ----- | ----- | ----- |
| Оборот, трлн ¥                | 6,099… | 8,650… | 8,579 | 8,937 | 7,948 | 9,878 | 12,51 | 13,33 | 14,60 | 14,00 | 15,36 | 15,89 | 14,93 | 13,17 | 14,55 |
| Чистая прибыль, млрд ¥        | 262,4… | 486,2… | 282,6 | 563,5 | 222   | 393   | 666   | 561   | 406,4 | 679,4 | 1,129 | 676,3 | 509,9 | 695,4 | 760,7 |
| Активы, трлн ¥                | 4,898… | 9,317… | 11,63 | 11,58 | 11,79 | 13,64 | 16,05 | 18,43 | 18,23 | 18,96 | 19,35 | 20,42 | 20,46 | 21,92 | 23,97 |
| Собственный капитал, трлн ¥   | 1,930… | 3,289… | 4,456 | 4,573 | 4,526 | 5,205 | 6,559 | 7,383 | 7,032 | 7,570 | 8,234 | 8,566 | 8,286 | 9,373 | 10,77 |
| Продажи мотоциклов, млн штук  | 4,436… | 10,48… | 9,639 | 11,45 | 15,47 | 16,79 | 17,01 | 17,59 | 17,06 | 17,66 | 19,55 | 20,24 | 19,34 | 15,13 | 17,03 |
| Продажи автомобилей, млн штук | 2,473… | 3,242… | 3,392 | 3,512 | 3,817 | 4,279 | 4,34  | 4,367 | 4,743 | 5,028 | 5,199 | 5,323 | 4,790 | 4,546 | 4,074 |

Примечание. Значения указаны на 31 марта каждого года, когда в Японии заканчивается финансовый год.

## Собственники и руководство
Акции компании торгуются на Токийской фондовой бирже и Нью-Йоркской фондовой бирже, а также на биржах в Осаке, Нагое, Саппоро, Киото, Фукуока, Лондоне, Париже и Швейцарии.
На 31 марта 2022 года было выпущено 1,81 млрд акций. Основные акционеры:
- The Master Trust Bank of Japan (15,7 % акций);
- JPMorgan Chase (6,3 % акций);
- Custody Bank of Japan (6,3 % акций);
- BlackRock (6,1 %);
- Sumitomo Mitsui Trust Holdings (5,5 %);
- Mitsubishi UFJ Financial Group (5,3 %)[2].

### Президенты
- Соитиро Хонда (1948—1973)[16]
- Киёси Кавасима (1973—1983)[38]
- Тадаси Кумэ[англ.] (1983—1990)
- Нобухико Кавамото[англ.] (1990—1998)
- Хироюки Ёсино (1998—2004)[39]
- Такэо Фукуи (2004—2009)[39]
- Таканобу Ито[англ.] (2009—2015)[40]
- Такахиро Хатиго (2015—2021)[41]

Действующее руководство:
- Сэйдзи Кюраиси (Seiji Kuraishi, род. 10 июля 1958 года) — председатель совета директоров с апреля 2022 года, в компании с апреля 1982 года.
- Тосихиро Мибе (Toshihiro Mibe, род. 1 июля 1961 года) — президент компании с июня 2021 года, в компании с 1987 года.

## Honda в авто- и мотоспорте

### Формула-1
Ещё в 1920-х, когда Соитиро Хонда работал в мастерской в Токио, он помогал владельцу мастерской собирать гоночные машины, а также сам участвовал в гонках. Его карьера гонщика закончилась в 1936 году, когда, принимая участие в ралли между Токио и Йокогамой, попал в аварию.
В 1964 году Honda дебютировала в гонках Формула-1 на Гран-при Германии, первым гонщиком команды стал Ронни Бакнем. В сезоне 1965 года, когда в команду пришёл Ричи Гинтер, Honda получила первое очко на Гран-при Бельгии, а на Гран-при Мексики — первую победу. Но в 1968 году, после гибели своего гонщика Жо Шлессера, более чем на десять лет прекратила участие в Формуле-1. В 1980-х и начале 1990-х Honda поставляла моторы различным командам — Spirit Racing, WilliamsF1, McLaren и др. В конце 1990-х начала поставлять моторы для команды British American Racing (BAR), а в 2005 году купила эту команду, вернувшись таким образом в Формулу-1 в качестве конструктора, однако уже в конце 2008 года вновь её покинула, передав контроль над командой Россу Брауну. Компания Honda также поставляла моторы различным командам других чемпионатов, таких как Формула-2, Champ Car и другие.
16 мая 2013 года Honda официально объявила о возвращении в Формулу-1. В 2015 году японская компания стала поставщиком двигателей команды McLaren. После трех неудачных сезонов сотрудничество было прекращено, и Honda подписала долгосрочный контракт с Toro Rosso. В июне 2018 года было объявлено о том, что с 2019 года Honda также будет поставлять силовые установки команде Red Bull Racing. В начале октября 2020 года «Хонда» объявила об уходе из Формулы-1 после 2021 года. Среди причин были названы сокращение расходов из-за пандемии коронавируса и развитие стратегии, нацеленной на «зелёные» технологии и достижение «углеродной нейтральности» к 2050 году, в которую не вписывалось участие в Формуле-1
Независимо от Honda существует компания Mugen Motorsports, основанная старшим сыном Соитиро Хонды Хиротоши в 1973 году; двигателями этой компании оснащались команды в чемпионате мира Формулы-1 с 1992 по 1999 годы.

### Мотоспорт
Для участия в гонках мотоциклов в 1973 году было создано подразделение Racing Service Center, в 1982 году оно было зарегистрировано как отдельная компания, Honda Racing Corporation. В её задачи входит разработка, производство и продажа гоночных мотоциклов и деталей к ним. С 2007 года HRC начала сотрудничать с командой испанской нефтяной компании Repsol — Repsol Montesa team.

## Отзывы и критика
Honda Motors — одна из компаний, использующих подушки безопасности производства Takata Corporation, оказавшиеся в центре скандала, связанного с тем, что используемое в них вещество, нитрат аммония, при определённых условиях становится взрывоопасным. Зафиксировано более 100 случаев взрыва подушек безопасности в автомобилях Honda, из них 12 со смертельным исходом (9 в США и 3 в Малайзии). Эти подушки безопасности стали причиной крупнейшего отзыва автомобилей в истории: всего было отозвано на замену подушек более 60 млн машин таких производителей как BMW, Chrysler, Ford, Mazda, Nissan, Toyota, General Motors и Ferrari, однако Honda это касается больше других, поскольку она является крупнейшим покупателем продукции Takata, а также владеет пакетом акций этой японской компании. Как стало известно СМИ, Honda ещё в 2009 году, после первого смертельного случая, просила Takata исправить недостатки подушек безопасности, но массовые отзывы машин проводились только с 2014 года (всего было отозвано 8,5 млн «Хонд»), также Honda не информировала Национальное управление безопасностью движения на трассах об этих проблемах.
Реклама завода Honda была признана лучшей в Великобритании в 2009 году. Звание Winner of Winners (победитель из победителей) рекламе была присуждена сайтом Awards for National Newspaper Advertising.
По итогам 2012 года страховщики Великобритании признали автомобили Honda самыми надежными.